# Wolf-cerkóf

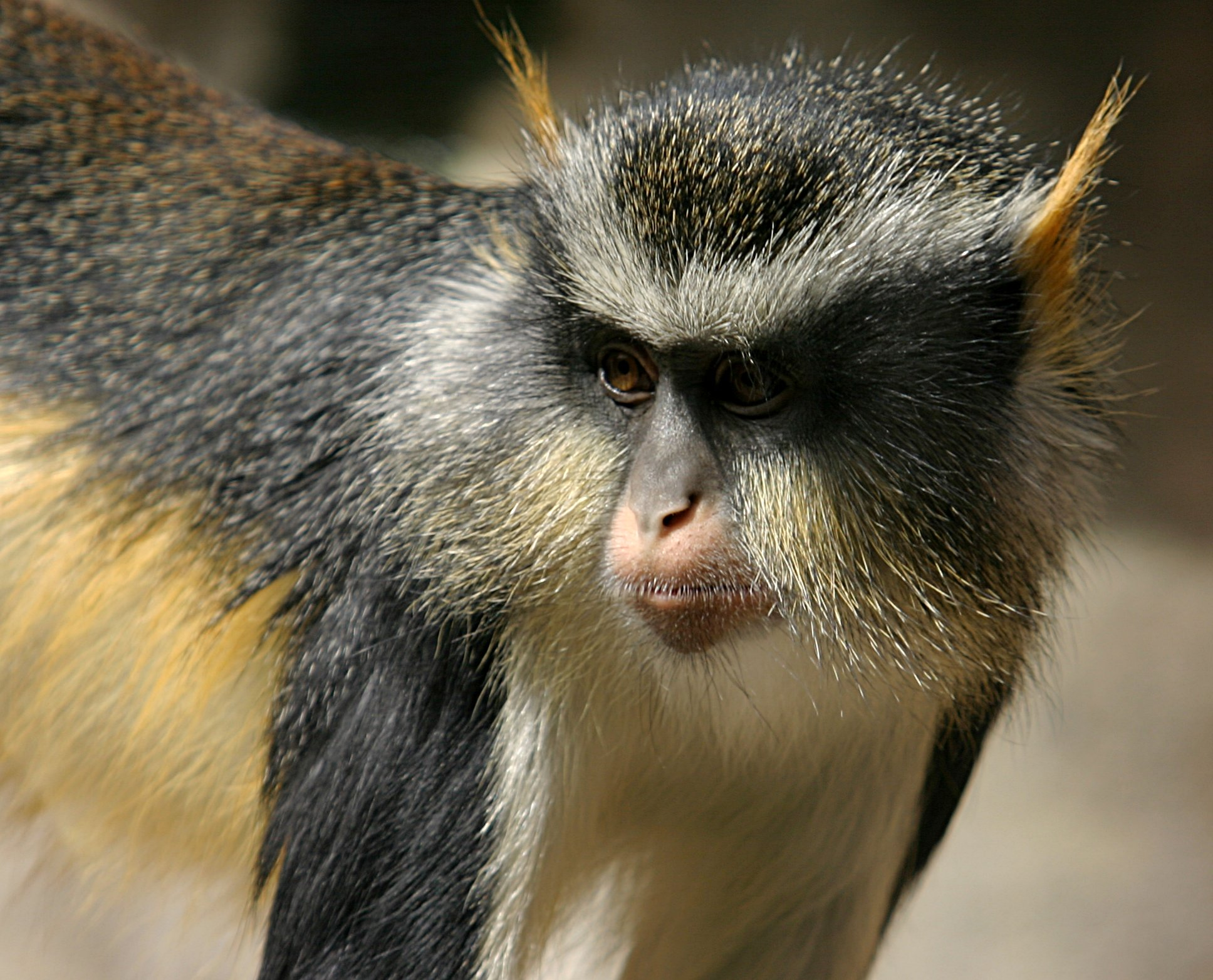
Portré

A Wolf-cerkóf (Cercopithecus wolfi) az emlősök (Mammalia) osztályának a főemlősök (Primates) rendjéhez, ezen belül a cerkóffélék (Cercopithecidae) családjához és a cerkófmajomformák (Cercopithecinae) alcsaládjához tartozó faj.

## Rendszertani besorolása
A Cercopithecus nemen belül a Mona-csoport tagja. Közeli rokon fajai az apácacerkóf (Cercopithecus mona), a Cambell-cerkóf (Cercopithecus campbelli), a Lowe-cerkóf (Cercopithecus lowei) és a koronás cerkóf (Cercopithecus pogonias).
Legközelebbi rokonfaja a Dent-cerkóf (Cercopithecus denti), mely a Kongó (folyó)tól északra fordul elő. Ezt a fajt sok rendszertannal foglalkozó kutató csak a Wolf-cerkóf alfajaként ismeri el.
Szintén nagyon közeli rokonfaj a koronás cerkóf (Cercopithecus pogonias), melynek csupán az alfajának vélték sokáig, egyes rendszerekben ma is csak alfajként tartják nyilván.

## Elterjedése
A Wolf-cerkóf az esőerdő magasabb szintjeiben él, Afrika középső vidékein a Kongó-medencében, a Kongói Demokratikus Köztársaságban, a Közép-afrikai Köztársaságban, Uganda nyugati területein, valamint Angola északkeleti részén.

## Alfajai
Két földrajzilag elkülönült alfaja van.
- Cercopithecus wolfi wolfi, mely a Kongó és a Sankuru folyók közötti területen él
- Cercopithecus wolfi elegans, mely a Lomami és  Lualaba folyók között fordul elő.

## Megjelenése
A koronás cerkóf hím hossza 45-55 centiméter, a nőstényé 33-40 centiméter; a hím farkának hossza 85-90 centiméter, a nőstényé 75-80 centiméter; a hím testtömege 4,5 kilogramm, a nőstényé 2,5 kilogramm. 
Nemének egyik legszínesebb faja. Testének felső része szürkésbarna, hasa sárgás színű vagy fehér. Mellső végtagjai feketék, a hátsók ellenben rozsdabarna. Testének hátsó fele vöröses. Fején egy fekete csík húzódik keresztül a fülétől a szeméig. Jellegzetes bélyege szürkés színű, olykor vöröses tömött pofaszakálla. A hím és a nőstény bundája egyforma színű.  Az izmos hátsó lábak lényegesen hosszabbak a mellsőknél; segítségükkel a majom ügyesen ugrál az ágak között. A farok hosszú, vékony és szőrös, az állat jól tud vele egyensúlyozni, de fogásra nem alkalmas.

## Életmódja
A koronás cerkóf társas lény, és nappal aktív. Az otthonául szolgáló erdők felső lombkoronaszintjében él, a talajra nagyon ritkán ereszkedik le. Mint minden cerkóf, ez a faj is csoportosan él. 10-12 egyedből álló csoportjaiban egyetlen hím van, több nősténnyel és azok kicsinyeivel. Erősen territoriális faj, egy-egy csoport sokat veszekszik a szomszédos csoporttal. Más fajokkal azonban elég toleráns, sokszor vegyes csoportokat alkot a fehérarcú cerkóffal (Cercopithecus ascanius) vagy egyes kolóbuszfajokkal.
Tápláléka levelek, hajtások, gyümölcsök, apró gerinctelen állatok és rovarok.
Viszonylag kis termete miatt kedvelt zsákmánya a ragadozóknak. Két fő természetes ellensége a koronás sas és a leopárd.

## Szaporodása
A nőstény 2-3, a hím 6-7 éves korban éri el az ivarérettséget. A párzási időszak májustól októberig tart. A vemhesség 5 hónapig tart, ennek végén a nőstény 1, néha 2 kölyköt ellik. Születésekor, egy kölyök 300 grammot nyom. Az elválasztás egy év után következik be.
Várható élettartamáról nincsenek pontos információk. A rokon fajok a szabad természetben is megélhetnek 20 évet, fogságban pedig akár 30 évet is élhetnek.

## Fordítás
- Ez a szócikk részben vagy egészben  a   Wolf-Meerkatze című német Wikipédia-szócikk ezen változatának fordításán alapul.  Az eredeti cikk szerkesztőit annak laptörténete sorolja fel. Ez a jelzés csupán a megfogalmazás eredetét és a szerzői jogokat jelzi, nem szolgál a cikkben szereplő információk forrásmegjelöléseként.

## Külső hivatkozások
- Képek az interneten a Wolf-cerkófról